# 낸시마올빼미원숭이
낸시마올빼미원숭이(Aotus nancymaae)는 남아메리카에 사는 올빼미원숭이의 일종이다. 브라질과 콜롬비아 그리고 페루에서 발견되며, 낸시 슈이퐁 마 박사의 이름을 따서 명명했다.
낸시마올빼미원숭이는 의학 연구에서 더피 항원 연구를 위한 모델 생물로 알려져 있다. 낸시마올빼미원숭이는 또한 호르몬인 옥시토신의 진화적 패턴 변화를 보이는 것으로 밝혀졌다. 낸시마올빼미원숭이를 비롯한 여러 원숭이에서 옥시토신 아미노산 사슬의 변화가 발견되기 전까지는 모든 태반 포유류가 동일한 OXT 아미노산 사슬을 가지고 있다고 여겨졌다.

## 특징
낸시마올빼미원숭이는 다른 밤원숭이들처럼 비교적 작은 영장류다. 꼬리를 포함한 평균 전체 몸길이는 64cm이고, 꼬리는 몸통보다 약간 더 길다. 몸무게는 0.55kg부터 0.95kg 사이이며, 수컷이 암컷보다 약간 더 무겁다. 털은 윗면은 회갈색, 아랫면은 적갈색이다. 덥수룩한 꼬리 끝은 검은색이다. 다른 올빼미원숭이들처럼 둥근 머리는 흰색으로 둘러싸인 크고 갈색 눈이 특징이다. 눈 사이에는 검은색 줄무늬가 있으며, 이마에서는 삼각형 모양으로 넓어지고, 관자놀이와 뺨을 따라 두 개의 검은색 줄무늬가 더 있다.

## 분포 및 서식지
낸시마올빼미원숭이는 남아메리카 서부에 서식한다. 분포 지역은 브라질 서부와 페루 동부이며, 북쪽으로는 아마존 강과 접하고 있다. 서식지는 열대 우림이며, 계절에 따라 침수되는 지역을 선호한다.

## 생활사
밤에 활동하는 원숭이들처럼, 이들은 야행성 동물이며 주로 나무 위에서 시간을 보낸다. 나무 위에서는 네 발로 기어다니며 건너 뛴다. 낮에는 나무 구멍이나 덤불 속에서 잠을 잔다.
낸시마올빼미원숭이는 수컷과 암컷, 그리고 그들의 새끼로 구성된 두 마리부터 다섯 마리까지로 이루어진 일부일처제 가족 집단을 이루어 생활한다. 짝짓기한 동물들은 종종 수년간 함께 지낸다. 낸시마올빼미원숭이는 영역형 동물로 약 9헥타르에 달하는 영역을 가지고 있다. 낸시마올빼미원숭이는 같은 종의 다른 동물들로부터 자신의 영역을 표시하고, 필요할 경우 방어한다.
주로 과일을 먹으며, 꽃과 다른 식물, 그리고 곤충을 소량 섭취한다.
약 133일의 임신 기간이 끝나면 암컷은 보통 한 마리, 드물게는 두 마리의 새끼를 낳는다. 수컷은 주로 새끼를 돌보며, 새끼를 품고 어미에게 먹이를 줄 때만 데려온다.

## 보전 상태
일부 지역에서는 낸시마올빼미원숭이가 서식지 파괴와 사냥으로 위협받고 있다. 하지만 IUCN에 따르면 전반적으로는 절멸위기종은 아다.